# Backbone Entertainment
Backbone Entertainment est une société nord-américaine de développement de jeu vidéo fondée vers 1992-1993, sous le nom Digital Eclipse Software. Pionnière dans l'émulation et le portage de jeu d'arcade sur les systèmes familiaux, Backbone fut un leader du secteur en développant des outils propriétaires qui permettaient d'émuler fidèlement et rapidement les jeux. Les plus grands manufacturiers de l'arcade comme Williams Electronics/Midway, Atari, Namco, Sega, Capcom, Konami ont fait appel à ses compétences.

## Historique
Au début des années 1990, les fondateurs de Digital Eclipse ont tenté avec réussite d'émuler trois jeux d'arcade de Williams Electronics sur l'ordinateur Macintosh, en l'occurrence Joust, Defender et Stargate. Ils ont montré le résultat à Williams qui a passé un partenariat avec eux pour qu'ils portent leur catalogue sur les systèmes familiaux.
Rebaptisée en 2003 après sa fusion avec ImaginEngine, la société est devenue en 2004 une division du conglomérat Foundation 9 Entertainment, l'un des plus importants groupes de développeurs indépendants d'Amérique du Nord.
En 2006, Backbone Entertainment est constitué de trois studios de développement, dont les deux studios historiques de Digital Eclipse Software, à Vancouver au Canada et à Emeryville en Californie, plus celui de Charlottetown (Canada). Backbone Entertainment continue de réaliser des compilations et des portages de classiques en provenance de bornes d'arcade (mais aussi désormais des consoles 8/16/32bits). Elle développe aussi des productions originales pour consoles portables comme la série Death Jr. pour Konami.
En 2007, la marque Digital Eclipse reste utilisée pour toutes les productions "old school" de Backbone Entertainment.
Le studio de Vancouver a développé la plupart des compilations de la firme comme les Midway Arcade Treasures ou la Sega Megadrive Collection. Il est plus récemment à l'origine de conversions de classiques disponibles en téléchargement sur le Xbox Live Arcade et le PlayStation Network.
Le studio d'Emeryville a développé la plupart des jeux de la firme sortis sur consoles portables : Game Boy Color, Game Boy Advance, N-Gage, Nintendo DS et PlayStation Portable. Il collabore également à la conception de comics, de mangas, d'une série d'animation sur UMD vidéo ou de figurines, essentiellement autour de la licence Death Jr.
Le studio de Charlottetown s'est uniquement chargé de la conversion de Castlevania: Symphony of the Night sur Xbox 360. Il n'est désormais plus lié au groupe.
Le 9 octobre 2012, des licenciements importants ont lieu dans le studio, mais celui-ci continue d'exister avec une équipe réduite pour permettre d'assurer la fin du développement des commandes de jeux.
Courant 2013, le site web du studio de développement renvoie directement au site web du conglomérat Foundation 9 Entertainment et celui-ci ne mentionne plus le studio Backbone comme faisant partie des studios membres, ce qui laisse supposer la fermeture du studio de développement.

## Productions
| Liste des productions développées par Digital Eclipse / Backbone Entertainment. | Liste des productions développées par Digital Eclipse / Backbone Entertainment. | Liste des productions développées par Digital Eclipse / Backbone Entertainment. |
| Année                                                                           | Jeu                                                                             | Plateforme                                                                      |
| ------------------------------------------------------------------------------- | ------------------------------------------------------------------------------- | ------------------------------------------------------------------------------- |
| 1994                                                                            | Defender                                                                        | Mac OS                                                                          |
| 1994                                                                            | Joust                                                                           | Mac OS                                                                          |
| 1994                                                                            | Robotron                                                                        | Mac OS                                                                          |
| 1995                                                                            | Commodore 64: 15 Pack                                                           | Windows                                                                         |
| 1995                                                                            | Williams Arcade Classics                                                        | MS-DOS, Windows                                                                 |
| 1996                                                                            | Arcade's Greatest Hits: The Atari Collection 1                                  | PlayStation, Mega Drive, Super Nintendo                                         |
| 1996                                                                            | Williams Arcade's Greatest Hits                                                 | PlayStation, Super Nintendo                                                     |
| 1997                                                                            | Arcade's Greatest Hits: The Atari Collection 2                                  | PlayStation, Super Nintendo, Windows                                            |
| 1997                                                                            | Arcade's Greatest Hits: The Midway Collection 2                                 | PlayStation, Windows                                                            |
| 1997                                                                            | Ms. Pac-Man                                                                     | Super Nintendo                                                                  |
| 1997                                                                            | 720°                                                                            | Game Boy Color                                                                  |
| 1997                                                                            | Ghosts'n Goblins                                                                | Game Boy Color                                                                  |
| 1998                                                                            | Mortal Kombat 4                                                                 | Game Boy Color                                                                  |
| 1998                                                                            | NFL Blitz                                                                       | Game Boy Color                                                                  |
| 1998                                                                            | Rampage World Tour                                                              | Game Boy Color                                                                  |
| 1999                                                                            | Atari Arcade Hits 1                                                             | Windows                                                                         |
| 1999                                                                            | Joust/Defender                                                                  | Game Boy Color                                                                  |
| 1999                                                                            | Klax                                                                            | Game Boy Color                                                                  |
| 1999                                                                            | Knockout Kings                                                                  | Game Boy Color                                                                  |
| 1999                                                                            | Marble Madness                                                                  | Game Boy Color                                                                  |
| 1999                                                                            | NFL Blitz 2000                                                                  | Game Boy Color                                                                  |
| 1999                                                                            | Paperboy                                                                        | Game Boy Color                                                                  |
| 1999                                                                            | Rampage 2: Universal Tour                                                       | Game Boy Color                                                                  |
| 1999                                                                            | Rampart                                                                         | Game Boy Color                                                                  |
| 1999                                                                            | Spy Hunter/Moon Patrol                                                          | Game Boy Color                                                                  |
| 1999                                                                            | Tarzan                                                                          | Game Boy Color                                                                  |
| 1999                                                                            | Vegas Games                                                                     | Game Boy Color                                                                  |
| 2000                                                                            | 1942                                                                            | Game Boy Color                                                                  |
| 2000                                                                            | Arcade Party Pak                                                                | PlayStation                                                                     |
| 2000                                                                            | Atari Arcade Hits 2                                                             | Windows                                                                         |
| 2000                                                                            | Atari Anniversary Edition: Redux                                                | PlayStation                                                                     |
| 2000                                                                            | Army Men                                                                        | Game Boy Color                                                                  |
| 2000                                                                            | Army Men 2                                                                      | Game Boy Color                                                                  |
| 2000                                                                            | Alice au pays des merveilles (jeu vidéo, 2000)Alice in Wonderland               | Game Boy Color                                                                  |
| 2000                                                                            | Dinosaure                                                                       | Game Boy Color                                                                  |
| 2000                                                                            | Dragon's Lair                                                                   | Game Boy Color                                                                  |
| 2000                                                                            | Les 102 Dalmatiens à la rescousse !                                             | Game Boy Color                                                                  |
| 2000                                                                            | Little Nicky                                                                    | Game Boy Color                                                                  |
| 2000                                                                            | Midway's Greatest Arcade Hits: Volume 1                                         | Dreamcast, Nintendo 64                                                          |
| 2000                                                                            | Nascar Racers                                                                   | Game Boy Color                                                                  |
| 2000                                                                            | Toobin'                                                                         | Game Boy Color                                                                  |
| 2001                                                                            | Alienators: Evolution Continues                                                 | Game Boy Advance                                                                |
| 2001                                                                            | Atari Anniversary Edition                                                       | Dreamcast, Windows                                                              |
| 2001                                                                            | Batman: Chaos in Gotham                                                         | Game Boy Color                                                                  |
| 2001                                                                            | E.T. Interplanetary Mission                                                     | PlayStation, Windows                                                            |
| 2001                                                                            | Midway's Greatest Arcade Hits: Volume 2                                         | Dreamcast                                                                       |
| 2001                                                                            | Pooh and Tigger Hunny Safari                                                    | Game Boy Color                                                                  |
| 2001                                                                            | X-Men: Reign of Apocalypse                                                      | Game Boy Advance                                                                |
| 2001                                                                            | X-Men: Wolverine's Rage                                                         | Game Boy Color                                                                  |
| 2002                                                                            | xXx                                                                             | Game Boy Advance                                                                |
| 2003                                                                            | Atari: 80 Classic Games in One                                                  | Windows                                                                         |
| 2003                                                                            | Atari Pocketware Series                                                         | Windows                                                                         |
| 2003                                                                            | Disney's 101 Dalmatiens II                                                      | PlayStation                                                                     |
| 2003                                                                            | Dr. Seuss' The Cat in the Hat                                                   | Windows                                                                         |
| 2003                                                                            | Midway Arcade Treasures                                                         | GameCube, PlayStation 2, Windows, Xbox                                          |
| 2003                                                                            | Tiger Woods PGA Tour 2004                                                       | Game Boy Advance, N-Gage                                                        |
| 2004                                                                            | Midway Arcade Treasures 2                                                       | GameCube, PlayStation 2, Xbox                                                   |
| 2004                                                                            | The Incredibles: Escape from Nomanisan Island                                   | Windows (en téléchargement)                                                     |
| 2004                                                                            | Spider-Man 2                                                                    | Game Boy Advance, N-Gage                                                        |
| 2004                                                                            | Grand Theft Auto Advance                                                        | Game Boy Advance                                                                |
| 2005                                                                            | Atari Anthology                                                                 | PlayStation 2, Xbox                                                             |
| 2005                                                                            | Atari Masterpieces Volume 1                                                     | N-Gage                                                                          |
| 2005                                                                            | Atari Masterpieces Volume 2                                                     | N-Gage                                                                          |
| 2005                                                                            | Capcom Classics Collection                                                      | PlayStation 2, Xbox                                                             |
| 2005                                                                            | Death Jr.                                                                       | PlayStation Portable                                                            |
| 2005                                                                            | Gauntlet                                                                        | Xbox 360 (XLA)                                                                  |
| 2005                                                                            | Joust                                                                           | Xbox 360 (XLA)                                                                  |
| 2005                                                                            | Midway Arcade Treasures 3                                                       | GameCube, PlayStation 2, Xbox                                                   |
| 2005                                                                            | Midway Arcade Treasures: Extended Play                                          | PlayStation Portable                                                            |
| 2005                                                                            | Namco Museum 50th Anniversary Collection                                        | GameCube, PlayStation 2, Windows, Xbox                                          |
| 2005                                                                            | Rifts: Promise of Power                                                         | N-Gage                                                                          |
| 2005                                                                            | Smash TV                                                                        | Xbox 360 (XLA)                                                                  |
| 2005                                                                            | Tron 2.0: Killer App                                                            | Game Boy Advance                                                                |
| 2006                                                                            | Activision Hits: Remixed                                                        | PlayStation Portable                                                            |
| 2006                                                                            | Age of Empires: The Age of Kings                                                | Nintendo DS                                                                     |
| 2006                                                                            | Capcom Classics Collection 2                                                    | PlayStation 2, Xbox                                                             |
| 2006                                                                            | Capcom Classics Collection: Remixed                                             | PlayStation Portable                                                            |
| 2006                                                                            | Contra                                                                          | Xbox 360 (XLA)                                                                  |
| 2006                                                                            | Le Petit Monde de Charlotte                                                     | Game Boy Advance, Nintendo DS                                                   |
| 2006                                                                            | Death Jr. 2: Root of Evil                                                       | PlayStation Portable                                                            |
| 2006                                                                            | Defender                                                                        | Xbox 360 (XLA)                                                                  |
| 2006                                                                            | Frogger                                                                         | Xbox 360 (XLA)                                                                  |
| 2006                                                                            | Midway Arcade Treasures: Deluxe Edition                                         | Windows                                                                         |
| 2006                                                                            | NBA Ballers: Rebound                                                            | PlayStation Portable                                                            |
| 2006                                                                            | Paperboy                                                                        | Xbox 360 (XLA)                                                                  |
| 2006                                                                            | Sega Mega Drive Collection                                                      | PlayStation 2, PlayStation Portable                                             |
| 2006                                                                            | Paperboy                                                                        | Xbox 360 (XLA)                                                                  |
| 2006                                                                            | Scramble                                                                        | Xbox 360 (XLA)                                                                  |
| 2006                                                                            | Sonic Rivals                                                                    | PlayStation Portable                                                            |
| 2006                                                                            | Time Pilot                                                                      | Xbox 360 (XLA)                                                                  |
| 2006                                                                            | Robotron: 2084                                                                  | Xbox 360 (XLA)                                                                  |
| 2006                                                                            | Ultimate Mortal Kombat 3                                                        | Xbox 360 (XLA)                                                                  |
| 2007                                                                            | Castlevania: Symphony of the Night                                              | Xbox 360 (XLA)                                                                  |
| 2007                                                                            | Championship Sprint                                                             | PlayStation 3 (PSN)                                                             |
| 2007                                                                            | Gyruss                                                                          | Xbox 360 (XLA)                                                                  |
| 2007                                                                            | Mortal Kombat II                                                                | PlayStation 3 (PSN)                                                             |
| 2007                                                                            | Root Beer Tapper                                                                | Xbox 360 (XLA)                                                                  |
| 2007                                                                            | Teenage Mutant Ninja Turtles                                                    | Xbox 360 (XLA)                                                                  |
| 2007                                                                            | World Poker Tour                                                                | Game Boy Advance                                                                |